# نهر كافيري
كافيري (بالهندية: ಕಾವೇರಿ) نهر يقع في الهند ،واحد من أطول الأنهار في الهند يبلغ طول النهر 765 ك.م ويقدر حوض النهر بحوالي 81155 ك.م 2، يحتوي النهر على العديد من الروافد، ويقع ضمن أربعة ولايات في الهند هي كارناتاكا تاميل نادو كيرلا و بودوتشيري، يصب النهر في خليج البنغال شرق الهند، العديد من المناطق المحيطة في النهر تحتوي على مناظر طبيعية خلابة وشلالات من بينها شلالات شيفاناسامودرا، النهر مستغل لغايات الري و توليد الطاقة الكهرومائية.

## معرض الصور

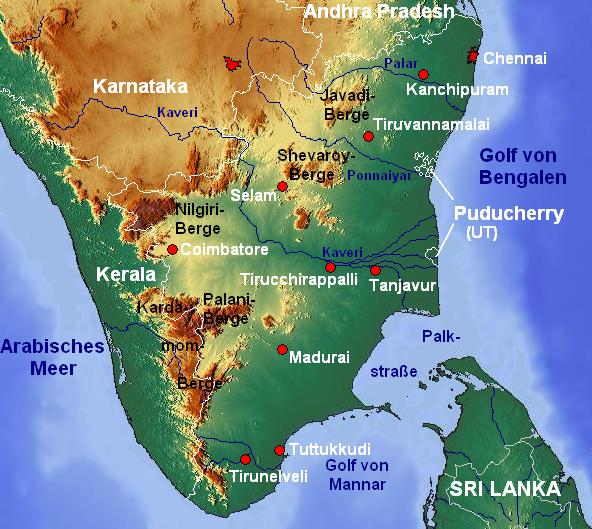
موقع النهر على خريطة الهند
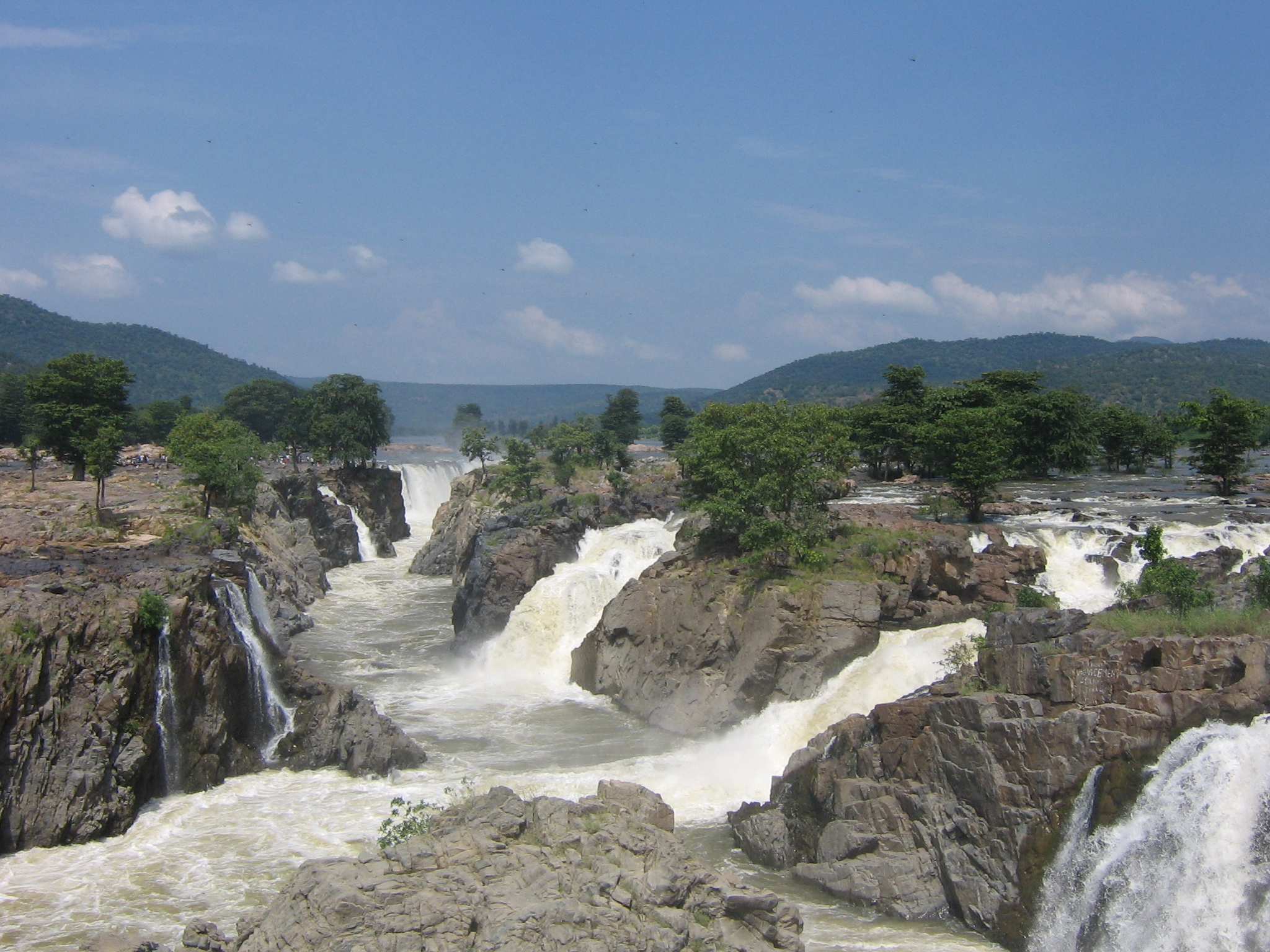
النهر في منطقة تاميل نادو
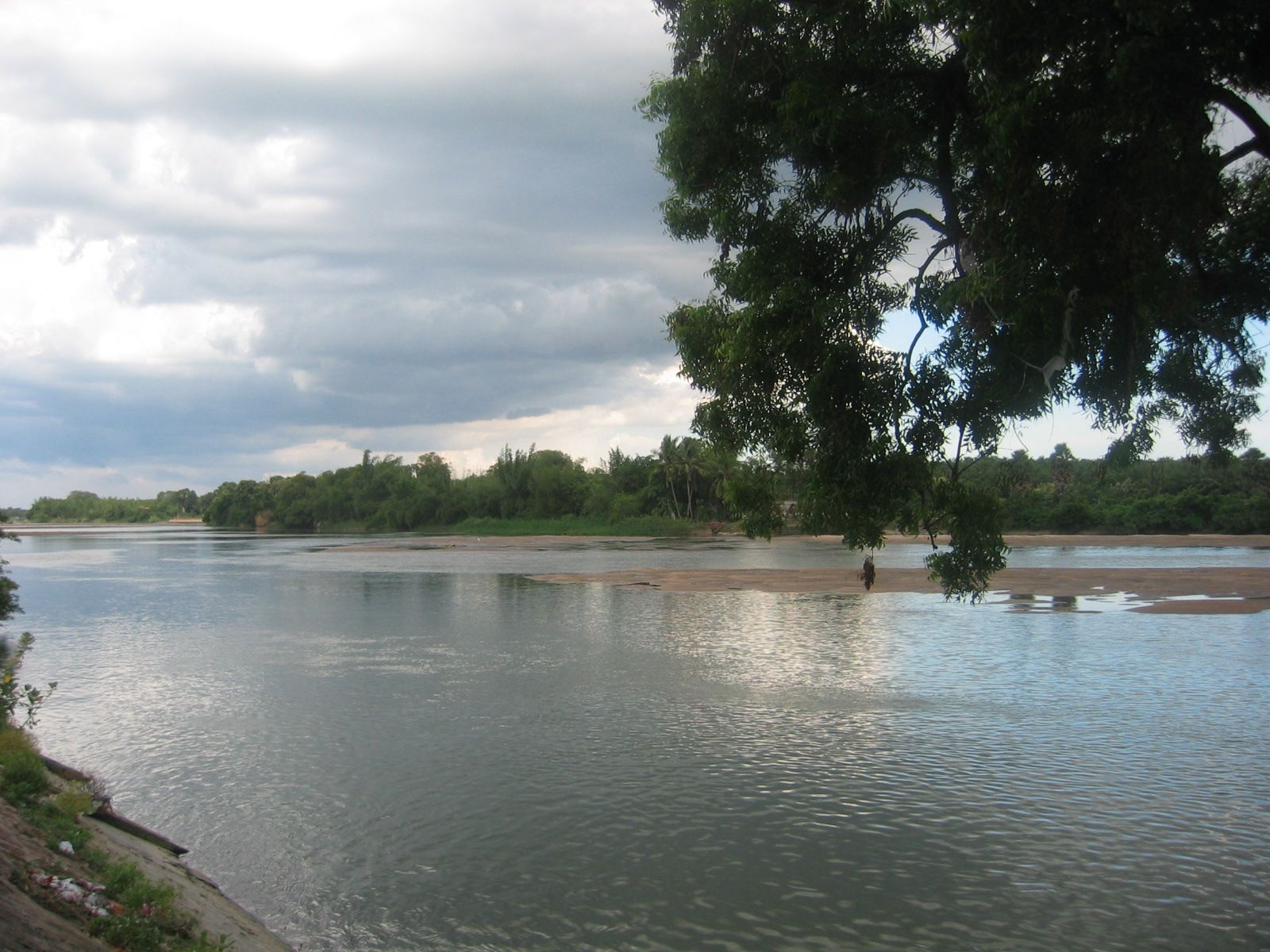
كافيري في منطقة تيريوشيراببالي
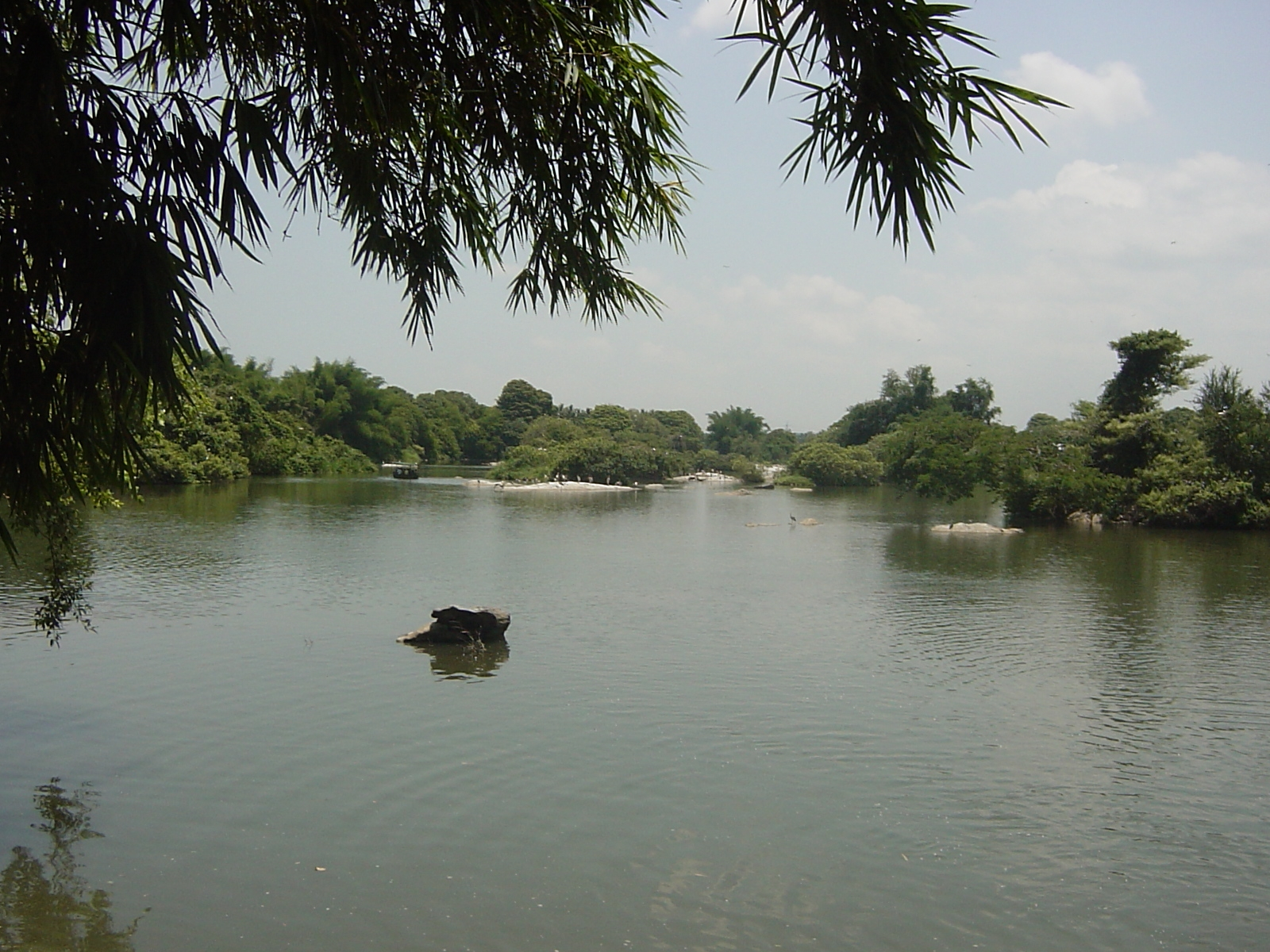
منظر للنهر
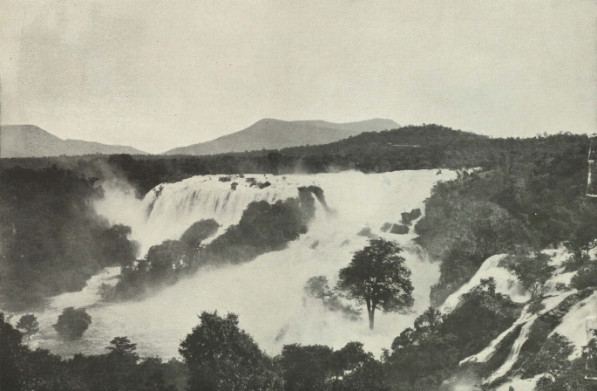
شلالات شيفاناسامودرا